# Paul Chouta
Paul Chouta est un web journaliste, blogueur et lanceur d'alerte camerounais. Il a été incarcéré pendant vingt-trois mois pour diffamations, puis libéré.

## Biographie

### Carrière
Il est responsable du desk du site CamerounWeb au Cameroun.
Le 1er février 2019, Paul Chouta est agressé à coups de couteau par trois personnes non identifiées alors qu’il sort de son domicile à Yaoundé . L'agression est condamnée par les organisations de défense de la presse notamment Reporters sans frontières (RSF) et le Comité pour la protection des journalistes (CPJ),.

## Poursuites judiciaires
Le 28 mai 2019, cinq officiers de police interpellent Paul Chouta. Emmené au Secrétariat d’État à la défense  (SED), il est accusé, sur la base d'une vidéo, de diffamation, injures à la suite des plaintes formulées par l'écrivaine franco-camerounaise Calixthe Beyala.   
L'arrestation est condamnée par des organismes internationaux de défense des droits des journalistes et des droits humains qui exigent sa libération,. Son procès n'a pas eu lieu, les audiences étant reportées (quinze fois) au tribunal de première instance de Yaoundé. D’après les notes rendues publiques par le Comité pour la protection des journalistes  et son avocat Me Emmanuel Simh, la demande de libération du journaliste a été refusée. 
Le président français Emmanuel Macron a été sollicité pour obtenir la libération de Paul Chouta.    
En 2020, le cabinet d’avocats américain Debevoise & Plimpton et la Fondation Clooney pour la justice ont interpellé le  Groupe de travail des Nations unies sur la détention arbitraire du Haut-Commissariat de l’ONU aux droits de l’homme (HCDH) pour demander la libération du journaliste et l’arrêt des poursuites qu’ils qualifient de disproportionné et inutile. 
Le 18 mai 2021, le Tribunal de première instance du Mfoundi le condamne à 23 mois d’emprisonnement ferme avec une amende de 160 000 FCFA et des dommages et intérêts de 2 millions de FCFA, à payer avant sa libération. Deux jours plus tard, le 20 mai 2021, il est libéré,. 

## Réactions
Reporters sans frontières juge  sa condamnation «extravagante et abusive»,,.